# Neoryctes williamsi
Neoryctes williamsi är en skalbaggsart som beskrevs av Cook, Henry Fuller Howden och Peck 1995. Neoryctes williamsi ingår i släktet Neoryctes och familjen Dynastidae. Inga underarter finns listade i Catalogue of Life.